# Cabo Gracias a Dios
El cabo Gracias a Dios es un cabo que forma América Central en la costa del mar Caribe, entre Honduras y Nicaragua, en la desembocadura del río Coco, que constituye el límite entre ambos países. Ya que Nicaragua tiene forma de triángulo isósceles que apunta al noreste, este cabo forma dicho vértice, a la vez que el extremo oriental de Honduras.
En el cabo desemboca el río Coco, que es la frontera entre Honduras, al norte, y Nicaragua, al sur.

## Islas continentales del Cabo
- Isla de Hara
- Cayo Troncoso
- Isla San Pío
- Isla Sunbeam

## Canales marítimos
- Canal Norte del Cabo (Barra de Cabo Gracias a Dios)
- Canal Sur del Cabo (Canal Román)

Canales menores adentrándose al curso de agua del río Coco o Segovia:
- Caño La Barrita (entre Cabo Gracias a Dios y Isla de Hara).

## Historia
Identificado el 12 de septiembre de 1502 por el navegante Cristóbal Colón, durante su cuarto viaje.
Según el relato de Fernando Colón, su nombre se debe a la frase del propio Colón:

Gracias a Dios que, al fin, salimos de esas honduras.

Durante el cuarto viaje de Colón, en temporada de huracanes, los barcos de esta expedición habían sido sacudidos durante dos semanas por el huracán y, al doblar dicho cabo, se calmó la tormenta.El territorio anterior a la vuelta de sus naves por el cabo fue bautizado con el nombre de Honduras.